# Sulzbach (Schefflenz)
Der Sulzbach ist ein auf seinem Namensabschnitt 31⁄2 km, zusammen mit jedem seiner großen Oberläufe sogar um 7 km langer Bach im Neckar-Odenwald-Kreis des nördlichen Baden-Württembergs, der im Dorf Allfeld der Gemeinde Billigheim von rechts und Nordnordwesten in die untere Schefflenz mündet. Er ist deren größter Zufluss.

## Geographie
Der Sulzbach entsteht auf etwa 251 m ü. NHN im Dorf Sulzbach der Gemeinde Billigheim an der Bachbrücke der Billigheimer Straße (L 527) aus dem Zusammenfluss seiner beiden Oberläufe.

### Moostalbächle
Der rechte Oberlauf Moostalbächle entsteht zwischen Äckern des Gewanns Ofengrüble des Gemeindeteils Dallau von Elztal, er fließt durchweg in etwa nach Südsüdosten und dabei lange in geraden Abschnitten. Er ist anfangs nur ein kahler Graben, an dem auch später meist nur selten und spärlich höherer Bewuchs aus Bäumen und Hecken steht, doch ziehen sich den niedrigen Hängen seiner Mulde abschnittsweise Hecken entlang. Lange hat das Moostalbächle nur unbeständigen Durchfluss, der beständige setzt erst etwas vor der Ortsgrenze von Sulzbach ein. Dort, weniger als einen halben Kilometer vor dem Zusammenfluss mit dem anderen Oberlauf,  mündet auch von Westen her mit dem zuunterst Finsterklingenbach genannten Orlesbächle der erste von zwei längeren Zuflüssen zu, dem bald noch von derselben Seite der Flurgraben folgt. Um den Mündungsbereich des letzten fließt das Moostalbächle nun natürlicher, nämlich geschlängelt, von einer Baumgalerie begleitet und zwischen abbrechenden Ufern. Zuletzt läuft der Bach unter Bäumen an der Hintergartengrenze der Häuserzeile der Hauptstraße entlang. Die Zuflüsse des Moostalbächles führen sämtlich nur unbeständig Wasser.
Das Moostalbächle hat ein 8,8 km² großes Einzugsgebiet und mündet nach ca. 3,2 km langem Lauf mit mittlerem Sohlgefälle von 17 ‰ und rund 54 Höhenmeter unterhalb seines Grabenanfangs.

### Fernichbächle
Der linke Oberlauf Fernichbächle entsteht auf etwa 310 m ü. NHN am Feldgewann Sellengrube fast auf der Gemarkungsgrenze zwischen den Elztaler Gemeindeteilen Dallau und Auerbach. Auch er ist zunächst ein eher unscheinbarer Graben zwischen Äckern, dem früh auf einem kurzen Stück eine wegbegleitende Hecke folgt. Auf etwa dem ersten Viertel seines Weges läuft er in geraden Teilstücken südostwärts. Nahe an der Dännigsiedlung, einer Aussiedlerhofgruppe des Billigheimer Gemeindeteils Katzental, knickt der Lauf abrupt nach Südwesten ab.
Gleich danach unterquert er die K 3949 Katzental–Dallau. Nunmehr verläuft er etwas geschlungen durch den Spatzengrund, an dessen Ende er von Nordwesten her seinen längsten Zufluss aus dem Schmiedsgrund aufnimmt.
Hiernach fließt der Bach fast südwärts und der Wald Fernich grenzt ans linke Ufer, reicht abschnittsweise sogar etwas aufs rechte Ufer hinüber. Das Gewässer ist dort ein halb- bis meterhoch eingetiefter, bis zu zwei Metern breiter unverbauter Graben, an dessen Rand bachtypische Laubbäume, teilweise aber auch Fichten stehen, das Sediment ist Schlamm oder Sand.
Der Wald Fernich endet erst am Tennisplatz unmittelbar nördlich der Ortsgrenze von Sulzbach, dort beginnt auch der kurze dauerhafter wasserführende Abschnitt des Bachs. Gegenüber dem Tennisplatz steht ufernah eine Hecke, nach ihm tritt der Bach in die Ortskontur des Dorfes ein. Nahe dem linken Ufer stehen Häuser, rechtsseits liegt in schmalem Streifen das Wiesengewann Fernichwiesen vor der sich nun entfernenden Hecke.
Am Ende der Fernichwiesen liegen rechtsseits ein kleiner Vorteich und der Dorfteich in den Rodwiesen des Dorfes, beide Stillgewässer sind zusammen knapp 1⁄3 ha groß. Hundert Meter weiter abwärts fließen beide Oberläufe zusammen. Auch die Zuflüsse des Fernichbächles führen sämtlich nur unbeständig Wasser.
Das Fernichbächle hat ein 5,2 km² großes Einzugsgebiet und mündet nach ca. 4,3 km langem Lauf mit mittlerem Sohlgefälle von 14 ‰ rund 59 Höhenmeter unterhalb seines Grabenanfangs.

### Verlauf
Der auf etwa 251 m ü. NHN entstandene Sulzbach fließt geschlungen, zunächst südwärts und dann mehr und mehr südostwärts. Auf etwa dem ersten halben Kilometer bleibt er noch in der Dorfkontur, auf dem zweiten stehen dann nurmehr rechtsseits der Talmulde in etwas Abstand Häuser jenseits von Gartengrundstücken.
Der Bach ist ab dem Ortsende auf einer Seite fast beständig von einer Baumgalerie in seiner engen Aue begleitet und fließt bis anderthalb Meter breit über steinigem Grund. Im Nahbereich des Ortes sind die Ufer teilweise befestigt, zuweilen steigen Treppen zu ihm herab. Im Bach gibt es kleine Inseln, stellenweise lenken ihn Erlen ab oder stauen ihn vor kleinen Fällen mit Stillbereichen darunter. Weiden stehen zuweilen mauerartig am Ufer. Weiter abwärts wird er bis zu drei Metern breit, die Uferböschungen werden niedriger und der Lauf wird gestreckter.
Ab dem letzten Haus des Ortes verläuft die L 587 nach Allfeld am linken Unterhang oder in der Aue. Bald danach mündet der Leimerichgraben von Westnordwesten her. Nun stehen fast überall Waldstreifen am rechten Talhang und auf wenigen Abschnitten auch am linken.
Mit einer starken Kurve nach links tritt der Bach ins Dorf Allfeld ein. Dort steht eine nicht mehr genutzte Pegelanlage am linken Ufer, während gegenüber die Bebauung bis nahe an den Bach heranreicht. Einen Viertelkilometer weiter schlägt er eine letzte Rechtskurve zurück auf südöstliche Laufrichtung. Der Sulzbach unterquert dann die von Billigheim das Schefflenztal bis zuunterst hinabführende L 526 und fließt gleich danach in Allfeld auf etwa 210 m ü. NHN von rechts in die untere Schefflenz ein.
Der Sulzbach mündet nach 3,5 km langem Lauf mit mittlerem Sohlgefälle von 12 ‰ rund 41 Höhenmeter unterhalb des Zusammenflusses seiner Oberläufe. Zusammen mitsamt seinem einzugsgebietsreicheren Oberlauf Moostalbächle ist er etwa 6,7 km lang, mit seinem längeren Oberlauf Ferntalbächle sogar etwa 7,7 km.

### Einzugsgebiet
Das Einzugsgebiet des Sulzbachs umfasst 19,3 km² und gehört naturräumlich in Gänze zum Unterraum Schefflenzgäu des Baulandes. Über seine mit etwa 344 m ü. NHN größte Erhebung zieht die westliche Wasserscheide nahe beim außerhalb liegenden Knopfhof von Mosbach. Auch an mehreren weiteren Stellen im nördlichen Einzugsgebiet werden Höhenlagen von 320 m ü. NHN oder mehr erreicht.
Der deutlich überwiegende Teil des Einzugsgebietes ist offen und wird ackerbaulich genutzt. Darin sind einige oft sehr kleine Waldinseln und schmale Talhangstreifen verstreut. Etwas größere Waldinseln gibt es nur linksseits des unteren Fernichbächles im Gewann Fernich und etwa darüber hinaus sowie im Eckwald um den Flurgraben-Ursprung sowie an der Hälde rechtsseits des  unteren Leimerichgrabens.
Das Einzugsgebiet ist ungefähr dreiecksförmig mit einer südlichen Spitze an der Mündung in Allfeld und einer langen Seite an der nordwestlichen Wasserscheide. Über diese hinweg ragt ein um 11⁄2 km breiter Gebietsstreifen der Gemeinde Elztal ins Einzugsgebiet, in dem die beiden Oberläufe entspringen und in dem es keinerlei Besiedlung gibt. Die Stadt Mosbach hat einen deutlich kleineren, ebenfalls unbesiedelten im Westen. Der übrige und größte Teil des Einzugsgebiets gehört jedoch zur Gemeinde Billigheim, darin liegen zentral das Dorf Billigheim am Zusammenfluss der Oberläufe und das Dorf Allfeld an der Bachmündung sowie wenige sehr viel kleinere Wohnplätze.
Reihum grenzen die Einzugsgebiete der folgenden Nachbargewässer an:

- Jenseits der langen nordwestlichen Wasserscheide fließen vier deutlich kleinere linke Nebenflüsse zur Elz, der einzige etwas größere darunter ist der zuoberst in Dallau mündende Luttenbach;
- das Gebiet hinter der östlichen Wasserscheide entwässert über den in Katzental mündenden Bach aus der Klinge und danach über drei deutlich kürzere Bäche oberhalb des Sulzbachs zur Schefflenz;
- im Südwesten liegt das Einzugsgebiet des Tiefenbachs, der kurz nach der Schefflenz in die Jagst mündet;
- jenseits eines kurzen Abschnitts südwestlicher Wasserscheide liegt das Quellgebiet des Luttenbachs, der nach der Jagst und vor der Elz in Neckarzimmern von rechts in den Neckar mündet;
- jenseits der ebenfalls kurzen westlichen Wasserscheide fließen zwei Klingenbäche in Mosbach wiederum zur unteren Elz.

### Zuflüsse und Seen
Hierarchische Liste einer Auswahl der Zuflüsse und  Seen, jeweils von der Quelle zur Mündung. Gewässerlänge, Seefläche, Einzugsgebiet und Höhe nach den entsprechenden Layern auf der Onlinekarte der LUBW. Andere Quellen für die Angaben sind vermerkt.
Zusammenfluss des Sulzbachs auf etwa 251 m ü. NHN in Billigheim-Sulzbach an der Bachbrücke der Billigheimer Straße (L 527).
- Moostalbächle[3], rechter Oberlauf aus dem Nordnordwesten, 3,2 km[LUBW 3] und 8,8 km².[LUBW 5] Entsteht auf etwa 305 m ü. NHN ca. 1,4 km südöstlich von Dallau in dessen Gewann Ofengrübe und hat bis nahe an den Ortsrand von Sulzbach nur unbeständig Durchfluss.
  - Orlesbächle[3], am Unterlauf Finsterklingenbächle[3], von rechts und insgesamt Westen auf etwa 258 m ü. NHN am nördlichen Ortsrand von Sulzbach, 3,2 km und 5,3 km². Entsteht auf etwa 296 m ü. NHN zu Füßen eines Böschungswäldchens etwa 1,0 km nordnordöstlich von Mosbach-Bergfeld. Setzt sich bergwärts in einem etwa 0,9 km[LUBW 9] langen Feldweggraben mit nur temporären Durchfluss fort, der auf etwa auf etwa 312 m ü. NHN beginnt.
    - (Bach aus Richtung der Wanne), von links und insgesamt Westnordwesten auf etwa 284 m ü. NHN am Rechtsknick des Orlesbächles nach Osten, ca. 0,5 km[LUBW 9] und ca. 0,5 km²[LUBW 10] Entsteht auf etwa 297 m ü. NHN am Beginn einer begleitenden Hecke im Gewann Wanne. Unbeständig.
    - (Bach aus dem Burgheimer Grund), von links und Westen auf etwa 273 m ü. NHN am Linksbogen des Orlesbächles nach Osten, ca. 0,6 km[LUBW 9] und ca. 0,4 km²[LUBW 10] Entsteht auf etwa 297 m ü. NHN nördlich der Waldinsel Eichwald im Gewann Burgheimer Grund. Unbeständig.

  - Flurgraben, von links und auf 254,3 m ü. NHN[LUBW 2] am Sportplatz von Sulzbach, 1,7 km und 1,2 km². Entsteht auf etwa 300 m ü. NHN in der Flurbucht Windisch Gründle im Eichwald.
- Fernichbächle[3], linker Oberlauf aus dem Norden, ca. 4,3 km[LUBW 3] und 5,2 km². Entsteht auf etwa 310 m ü. NHN an der Sellengrube und hat bis nahe an den Ortsrand von Sulzbach nur unbeständig Durchfluss.
  -  Etwa 0,7 km östlich des Baches liegen in dessen Einzugsgebiet auf 310–305 m ü. NHN zwei Teiche baumumstanden inmitten einer großen Spalierobstanlage im Gewann Röhrlein, über 0,1 ha. Ohne erkennbaren offenen Abfluss zum Fernichbächle.
  - (Bach aus dem Schmiedsgrund), von rechts und Nordwesten auf etwa 277 m ü. NHN am Auerbacher Grund, 1,9 km und ca. 0,8 km².[LUBW 10] Entsteht auf etwa 304 m ü. NHN an den Lochäckern nahe an der K 3949 Dallau–Katzental. Unbeständig.
  - (Bach von der Heide), von rechts und Westnordwesten auf etwa 272 m ü. NHN, ca. 0,4 km[LUBW 9] und über 0,2 km².[LUBW 10] Entsteht auf etwa 288 m ü. NHN dicht an der Gemeindegrenze Elztal/Billigheim. Unbeständig.
  - (Bach aus Richtung Rabertsgrund), von links und Osten auf etwa 268 m ü. NHN, ca. 0,3 km[LUBW 9] und ca. 0,5 km².[LUBW 10] Entsteht auf etwa 283 m ü. NHN. Unbeständig.
  - (Bach von den Rohräckern), von rechts und Nordwesten auf etwa 462 m ü. NHN kurz vor dem Nordrand von Sulzbach, ca. 0,4 km[LUBW 9] und ca. 0,1 km².[LUBW 10] Entsteht auf etwa 291 m ü. NHN. Unbeständig.
  - Höll, von links und Osten auf etwa 460 m ü. NHN nach dem Tennisplatz am Nordrand von Sulzbach, 0,8 km und über 0,2 km².[LUBW 10] Entsteht auf etwa 306 m ü. NHN nördlich der Waldinsel Pfannenstiel. Unbeständig.Dorfteich von Sulzbach

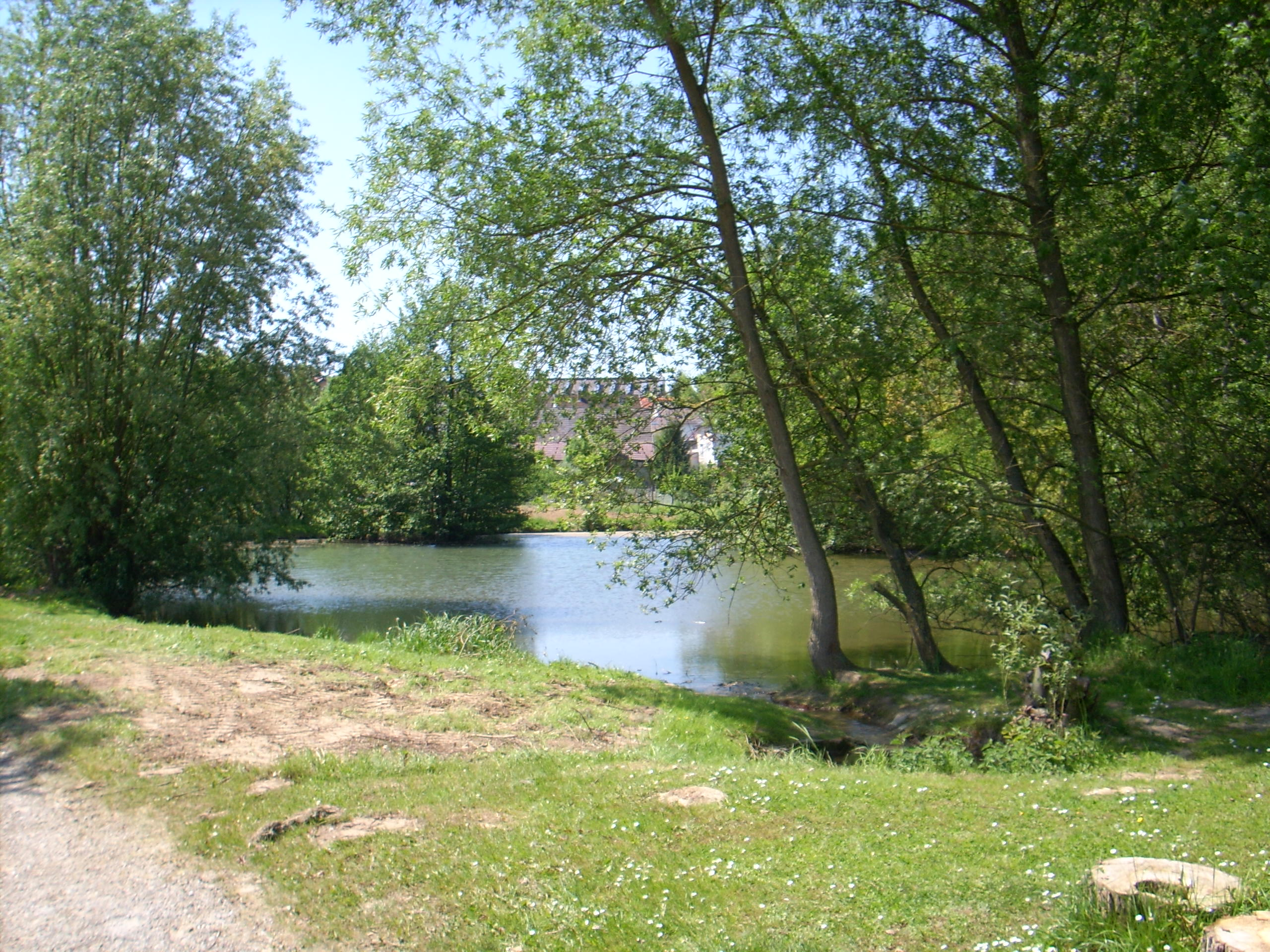
Dorfteich von Sulzbach

  -  Passiert dessen Vorteich und den Dorfteich von Sulzbach auf etwa 253 m ü. NHN rechts des Fernichbächles, zusammen 0,3 ha.
- (Bach vom Sträßle), von links und Ostnordosten auf etwa 240 m ü. NHN gegenüber dem unteren Ortsende von Sulzbach, ca. 0,6 km[LUBW 9] und über 0,2 km².[LUBW 10] Entsteht auf etwa 280 m ü. NHN. Unbeständig.
- Leimerichgraben, von rechts und Nordwesten auf etwa 235 m ü. NHN an der Bachquerung eines Wirtschaftsweges, 1,9 km und 1,3 km². Entsteht auf etwa 297 m ü. NHN nahe an einem landwirtschaftlichen Anwesen an der Wanne. Unbeständig.
- (Bach vom Häldenteich), von rechts und Westen auf etwa 224 m ü. NHN, ca. 0,8 km[LUBW 9] und ca. 0,4 km².[LUBW 10] Entsteht auf etwa 277 m ü. NHN am Fuß einer bewaldeten Hügelböschung. Unbeständig.
- (Bach aus der Tiefenklinge), von rechts und Westen auf etwa 225 m ü. NHN, 0,9 km und ca. 0,8 km².[LUBW 10] Entsteht auf etwa 272 m ü. NHN nahe an einer Feldwegkreuzung am Gewann Tiefenbacher Weg. Hat noch einen längeren und höher entspringenden Oberlaufast. Unbeständig.
- (Bach aus der Wolfsklinge), von rechts und Westsüdwesten auf etwa 223 m ü. NHN nur wenige hundert Meter von den ersten Häusern von Allfeld, ca. 0,6 km[LUBW 9] und ca. 0,3 km².[LUBW 10] Entsteht auf etwa 262 m ü. NHN im Guten Grund. Unbeständig.

Mündung des Sulzbachs von rechts und Nordnordwesten auf etwa 210 m ü. NHN im nördlichen Billigheim-Allfeld in die untere Schefflenz. Der Sulzbach ist selbst 3,6 km, zusammen mit seinem rechten Oberlauf Moostalbächle ca. 6,7  lang und hat ein 19,3 km² großes Einzugsgebiet.

## Geologie
Im Einzugsgebiet steht größtenteils Muschelkalk an und von diesem wiederum allermeist Oberer Muschelkalk, der allerdings besonders im Bereich der Teileinzugsgebiete beider Oberläufe weithin mit teils großen Inseln von Lösssediment aus viel jüngerer quartärer Ablagerung überdeckt ist.
An den Talflanken der Oberläufe streicht dann ab wenige hundert Meter vor ihrem Zusammenfluss zum Sulzbach Mittlerer Muschelkalk aus, dieser erstreckt sich in dieser Lage weiter talabwärts bis etwa zur Wolfsklinge und zeigt sich lange auch an den Unterhängen des in diesem Abschnitt zumündenden Leimerichgrabens. Unterhalb des Zulaufs der Wolfsklinge taucht der Mittlere Muschelkalk wieder unter den Talboden ab.
Westlich von Allfeld liegt auf der kurzen südlichen Wasserscheide ein Streifen von Lettenkeuper (Erfurt-Formation) über dem Oberen Muschelkalk; es ist die einzige Stelle, wo eine andere triassische Schicht als der Muschelkalk im Einzugsgebiet auftritt.
Auf dem Grund der Talzüge, auch größtenteils der kleinen, teilweise namenlosen sowie der meist trockenen Seitentäler, liegt Schwemmland. Ab dem Einsetzen des Mittleren Muschelkalks am Nordrand des Dorfes Sulzbach und dann bis zur Mündung des Sulzbachs in Allfeld besteht dies aus einem mehr oder weniger breiten Streifen von Auenlehm.
Auf diesem Abschnitt haben die zwei Oberläufe bzw. der Sulzbach selbst auch mehr oder weniger beständigen Durchfluss, während die Oberläufe und die anderen Bäche im Abflusssystem nur unbeständig Wasser führen. Dies deutet auf Verkarstung des Muschelkalks im Untergrund hin. Doch zeigen weder die geologische Karte Dolinen noch weisen die Biotopbeschreibungen der Landesanstalt für Umwelt Baden-Württemberg auf solche hin.

## Natur und Schutzgebiete
Ein sehr kleiner Zwickel des nördlichen Einzugsgebietes ist Teil des allergrößtenteils außerhalb liegenden Naturschutzgebietes Dallauer Tal. Ebenso reicht im Westen ein nur kleiner Zipfel des Landschaftsschutzgebietes Wacholderheide Oberes Mittel über die Wasserscheide herüber. Über ein Drittel des gesamten Einzugsgebietes im Norden ist Wasserschutzgebiet; eine Wasserfassung steht in der Aue des Moostalbächles im Gewann Belzbrunnen kurz vor der nördlichen Siedlungsgrenze von Sulzbach, bis an die es herabreicht. Die Gebietsanteile der Gemeinde Elztal und der Stadt Mosbach gehören zum Naturpark Neckartal-Odenwald.

## Tourismus
Der mit grünem Kreuz markierte Hauptwanderweg 40 des Odenwaldklubs quert auf seiner Etappe von Mosbach nach Möckmühl den Sulzbach gleich nach dem Zusammenfluss seiner Oberläufe in Sulzbach. Der mit grünem großem L markierte und auch Westlicher Limesweg genannte Hauptwanderweg 29 desselben Vereins verläuft auf seiner Etappe von Neckarburken nach Gundelsheim anderthalb Kilometer lang nahe an der westlichen Wasserscheide.

### LUBW
Amtliche Online-Gewässerkarte mit passendem Ausschnitt und den hier benutzten Layern: Lauf und Einzugsgebiet des Sulzbachs

Allgemeiner Einstieg ohne Voreinstellungen und Layer: Daten- und Kartendienst der Landesanstalt für Umwelt Baden-Württemberg (LUBW) (Hinweise)
1. 1 2 3 4 5  Höhe nach dem Höhenlinienbild auf dem Hintergrundlayer Topographische Karte.
2. 1 2 3  Höhe nach grauer Beschriftung auf dem Hintergrundlayer Topographische Karte.
3. 1 2 3 4  Länge nach dem Layer Gewässernetz (AWGN), ergänzt um ein kleines, auf der Gewässerkarte nicht berücksichtigtes Anfangsstück, das auf dem Hintergrundlayer Topographische Karte abgemessen wurde.
4. 1 2  Länge nach dem Layer Gewässernetz (AWGN).
5. 1 2 3  Einzugsgebiet aufsummiert aus den Teileinzugsgebieten nach dem Layer Basiseinzugsgebiet (AWGN).
6. 1 2 3  Natur teilweise nach dem Layer Geschützte Biotope.
7. ↑  Seefläche nach dem Layer Stehende Gewässer.
8. ↑  Einzugsgebiet nach dem Layer Basiseinzugsgebiet (AWGN).
9. 1 2 3 4 5 6 7 8 9 10  Länge abgemessen auf dem Hintergrundlayer Topographische Karte.
10. 1 2 3 4 5 6 7 8 9 10 11  Einzugsgebiet abgemessen auf dem Hintergrundlayer Topographische Karte.
11. ↑  Keine Dolinen-Biotope nach dem Layer Geschützte Biotope.
12. ↑  Schutzgebiete nach den einschlägigen Layern.

### Andere Belege
1. ↑  Abfluss-BW: Modellierte Abflusswerte an der Mündung
2. 1 2  Josef Schmithüsen: Geographische Landesaufnahme: Die naturräumlichen Einheiten auf Blatt 161 Karlsruhe. Bundesanstalt für Landeskunde, Bad Godesberg 1952. → Online-Karte (PDF; 5,1 MB)
3. 1 2 3 4  Auf dem
  - Meßtischblatt 6621 Böttingerhof und Siglingen von 1904 in der Deutschen Fotothek

ist das Orlesbächle als Orlesbächlein beschriftet, sein Unterlauf Finsterklingenbächle als Finsterklingenbächle und auch das Fernichbächle als Fernichbächlein. Möglicherweise trug damals das Moostalbächle analog den Namen Moostalbächlein, jedoch gibt es an ihm keine Beschriftung.
4. ↑  Geologie nach den Layern zu Geologische Karte 1:50.000 auf: Mapserver des Landesamtes für Geologie, Rohstoffe und Bergbau (LGRB) (Hinweise)